# António Lebo Lebo
Antônio Lebo Lebo (Malanje, 29 de maio de 1977) é um ex-futebolista angolano que jogou de zagueiro. Representou seu país na Copa do Mundo de 2006, na Alemanha.

## Carreira
Ganhou o campeonato nacional com o Sagrada Esperança antes de se transferir para o futebol russo e para o rival Atlético Petróleos Luanda. Já teve passagens pelo futebol russo, pelo futebol do Qatar e até mesmo pelo futebol brasileiro, onde atuou pelo Bragantino e pelo Duque de Caxias, ambos por empréstimo. No primeiro fez apenas 2 jogos e foi devolvido ao clube original, O Al Jazidah. No mesmo ano voltou ao Brasil para atuar pelo Duque de Caxias por empréstimo, porém sofreu uma lesão no tornozelo e não conseguiu engrenar no clube. Nem sequer atuou pelo Duque de Caxias.